# La Voie lactée (film, 2007)
Pour les articles homonymes, voir Voie lactée (homonymie).
Pour plus de détails, voir Fiche technique et Distribution.
La Voie lactée (A Via láctea) est un film brésilien réalisé par Lina Chamie (pt), sorti en 2007. 

## Synopsis
Heitor et Júlia vivent une histoire d´amour depuis peu de temps. C'est la tombée de la nuit à São Paulo lorsqu’ils ont une violente dispute au téléphone. Perturbé, Heitor prend sa voiture pour aller à la rencontre de Júlia. Au cours de son voyage dans les rues embouteillées de São Paulo, le film aborde les possibilités de l'amour, de la perte et de la mort dans un grand centre urbain, et son contexte social.

## Analyse
Lina Chamie (pt) propose au spectateur une histoire banale de prime abord : ils se sont aimés, mais se séparent, lui détruit, elle perdue et chamboulée… Mais commence dès lors la quête de l'autre à travers la quête de soi, sorte d'épopée entre rêves et réalité, dans un monde tantôt ironique et sournois, tantôt banal et oppressant. Heitor erre à travers une ville improbable et hors du temps, comme il se perd dans les méandres de ses pensées, de la rêverie, du fantasme et de son existence. Tout se fait écho, chaque scène répond à une autre. En effet, chaque prise de vue, chaque détail visuel ou sonore, donne les clés au spectateur pour comprendre d'autres éléments, passés ou futurs (on pensera par exemple au cri du chien dans le poster peu de temps avant qu'Heitor renverse une jeune chienne avec sa voiture). La Voie lactée s'apparente à un journal intime d'un type particulier, opérant des aller-retour entre égotisme et ouverture aux autres.
La discontinuité et l'absurdité apparentes avec lesquelles les scènes s'enchainent sont en fait représentatives de l'esprit de Heitor dont on découvre à la fin qu'il est dans le coma. La Voie lactée étant en fait une façon pour lui de revoir sa vie une dernière fois, avec les failles et les inexactitudes de la pensée humaine. Plus que cela, il refait sa vie, n'hésitant ce pas à recommencer certains scènes, les tournant à son avantage, imaginant ce qu'elles auraient été « si jamais… »

## Fiche technique
- Titre français : La Voie lactée
- Titre original : A Via láctea
- Réalisation : Lina Chamie (pt)
- Scénario : Lina Chamie (pt), Aleksei Abib

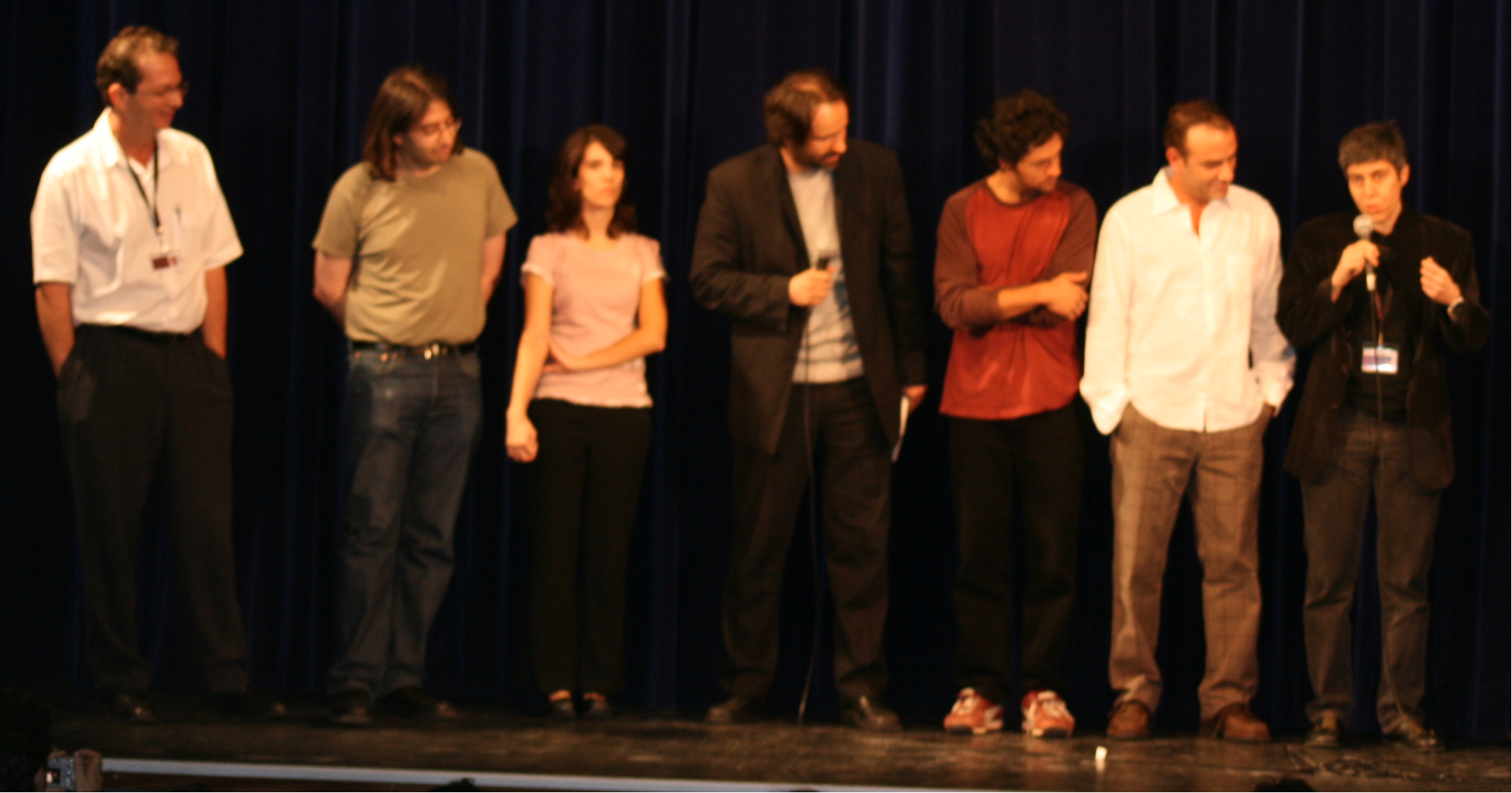
L'équipe de La Voie lactée lors de la 46e Semaine Internationale de la Critique (toute à droite, Lina Chamie, scénariste réalisatrice).

- Production : Girafa Filmes, Lina Chamie (pt)
- Musique originale : Louis Robin
- Photographie : Katia Coelho
- Montage : André Finotti
- Décors : Mara Abreu
- Pays d'origine :  Brésil
- Langue originale : portugais
- Format : couleurs - 1,85:1 - Dolby digital - 35 mm
- Genre : drame
- Durée : 86 minutes
- Dates de sortie : 2007 au Brésil

## Distribution
- Marco Ricca (pt) : Heitor
- Alice Braga : Júlia
- Fernando Alves Pinto (pt) : ?

## Informations annexes
La Voie lactée a été présenté en avant-première mondiale lors du premier jour de la Semaine de la critique à Cannes en 2007.

## Distinctions
- Prix « Casa de America » (Cine en Constructión de San Sebastián, 2006)